# Bob de Geus
Teunis Johannes (Bob) de Geus (Ankeveen, 10 maart 1923 – Voorburg, 15 augustus 1999)
 was een militair en in latere fase inspecteur-generaal der Krijgsmacht. Hij nam als verzetsstrijder deel aan het Nederlands verzet in de Tweede Wereldoorlog en maakte sinds maart 1943 deel uit van Groep Albrecht.

## Jeugd
Bob de Geus werd geboren in Ankeveen als oudste zoon van zijn vader Teunis de Geus, die timmerman was, en zijn moeder Evertje Boegschoten. Die trouwden in 1922 en kregen uiteindelijk 4 kinderen waarvan een slechts een aantal dagen oud werd. In 1933 werd dit huwelijk ontbonden. Zijn vader overleed in het oorlogsjaar 1943, Bob had na de scheiding weinig contact meer met zijn vader gehad.

## De oorlogsjaren
De Geus was 17 jaar toen de oorlog uitbrak. Hij zat op de Christelijke MULO in Hilversum en woonde in de Anemonenstraat. Hij had twee jongere broertjes. Na school werkte hij in Amsterdam bij de Rijksverzekeringsbank, maar bleef thuis wonen. Daar had hij een kristalontvanger, waarmee hij berichten afluisterde en over het bombardement op Rotterdam hoorde. Ook zag hij de luchtgevechten boven Hilversum. Langzamerhand werd de oorlog steeds echter en zijn woede groter. Toen de Nederlandse militairen bij de Grebbeberg verslagen waren en door Hilversum trokken, was de maat vol. Hij begon Duitsers te irriteren, fietsbanden door te prikken, telefoondraden door te snijden. Hij reisde voor zijn werk per trein naar Amsterdam, en tijdens zo'n reis werd hem gevraagd eens een plattegrond te maken van het vliegveld Hilversum. In de weken die volgden werd hem nog een enkele keer een dergelijke vraag gesteld.
Na de beroemde Februaristaking in 1941 wilde hij met collega's op de bank ook in staking gaan. Zijn baas raadde hem daarna aan maar naar de HBS te gaan om zo represailles te ontlopen. Hij volgde zijn raad op en ging naar de 4de klas van het Christelijk Lyceum in Hilversum. In 1944 kreeg hij het HBS-B diploma zonder examen te hoeven doen aangezien er in de laatste oorlogsjaren geen eindexamens meer afgenomen werden.
In 1943 werd hij opgeroepen voor de arbeidsdienst in Duitsland. Hij dook onmiddellijk onder in Brabant. Na een week kwam hij terug en ging werken voor de verzetsgroep van Gé Verheul. Hun hoofdkwartier was ten huize van dominee Roth, de vader van zijn vriendin aan de Utrechtseweg 61. De verzetsgroep U61 werd naar dit adres genoemd.  De Geus kreeg verschillende taken, hij moest onderduikers wegbrengen, valse persoonsbewijzen afleveren. Hiervoor moest hij spijbelen van school, maar dat kwam vaker voor en daar werd niets over gezegd.
In de zomer van 1943 kwam De Geus in contact met Groep Albrecht. Samen met Eli Millenaar zou hij bij Albrecht tot verkenner worden opgeleid. Het bleek dat er veel meer discipline bij Albrecht was, maar die opereerden ook landelijk. Ze deden spionage, maar bemoeiden zich niet met onderduikers. Hij kreeg les in kaart lezen en tekenen, en hij moest alle insignes van de Duitsers leren onderscheiden. Omdat de staf van de opperbevelhebber van de Wehrmacht in Hilversum zat, was het heel belangrijk steeds een goede plattegrond te hebben voor een eventueel bombardement op verblijfplaatsen van hoge militairen. Na kerstmis 1943 kwam hij helemaal niet meer op school, want hij had het te druk met zijn spionage bezigheden.
Samen met Elt Millenaar fietste De Geus rond om situaties te tekenen. Om dat te kunnen doen, had hij een vals vrijstellingsbewijs waarop stond dat hij hout leverde aan Duitsers voor hun generatoren. Na hun opleiding werd Eli overgeplaatst naar Gelderland. De Geus bleef in Hilversum. Ook de Kolonel Palmkazerne in Bussum, waar Duitse eenheden gelegerd waren, viel in zijn district. Hij fietste de hele dag rond en maakte thuis pas zijn tekeningen. Zo wist hij dat 't Melkhuisje gebruikt werd als officierenverblijf, waar de tankgracht rond Hilversum lag, waar SS'ers gehuisvest waren en waar het afscheidsfeest voor generaal Friedrich Christiansen was. Soms vroeg hij een bombardement aan voor in zijn eigen woonplaats Hilversum, eerst liep de aanvraag via via in  Londen, later via bevrijd Zuid-Nederland. Helaas liepen die precisiebombardementen weleens verkeerd af.
Na de bevrijding van Zuid-Nederland gingen de kaarten van De Geus naar de legerstaf aldaar.
De Geus hield het Rudelsheimcomplex, bekend als de Blaskowitzbunker aan de Doodweg in Hilversum, waar de voormalige Duitse Militaire Commandobunker, gebouwd voor opperbevelhebber Friedrich Christiansen gevestigd was, maar ook de nabij gelegen verbindingsbunker Wisseloordbunker aan de Catharina van Renneslaan in de gaten. Deze laatste bunker werd verbonden met een radiobunker en een bunker met telefooncentrale. De verbindingsbunker werd gecamoufleerd als huis met puntdak, zodat het vanuit de lucht niet te herkennen was. Gezinnen die in de omgeving woonden moesten verhuizen, terwijl officieren zoals Heinrich Claes in de verlaten panden aan de Hoflaan gingen wonen. Claes werd op 8 mei 1945 gevangengenomen.
De Geus werkte onder de schuilnamen Arend en Mookmans of Mook. Pas na de oorlog ontmoette hij Henk de Jonge (Albrecht) en zijn andere medewerkers.

## Na de oorlog
Tijdens de oorlog had hij de domineesdochter Riet Roth leren kennen, die bij haar ouders woonde aan de Utrechtseweg in Hilversum. Aan het eind van de oorlog in december 1944 trouwde hij met haar. Kort na de oorlog in juni 1945 werd hun eerste zoon Hans geboren gevolgd door een dochter Marijke in 1947 en jongste zoon Fred in 1949.
Aan het eind van de oorlog was hij kort onderdeel van de Binnenlandse Strijdkrachten. Waar hij na ontslag, bij opheffing van de BS een bedankbrief kreeg van Prins Bernhard voor alle verzetsdaden die hij gepleegd had tijdens de Tweede Wereldoorlog.
Na de oorlog werd De Geus officier bij de Infanterie van de Koninklijke Landmacht. In september 1945 kreeg hij een tijdelijke benoeming tot reserve-tweede-luitenant voor algemene dienst. In 1946 werd hij in de kolonel Palm Kazerne in Bussum benoemd tot reserveofficier, waarna hij verder carrière maakte binnen het leger. 
Van 1980-1985 was De Geus inspecteur-generaal der Krijgsmacht. Zijn hoofdkwartier was op De Zwaluwenberg in Hilversum.
Daarna was hij van 1986-1989 chef van het Militaire Huis   voor de toenmalige Koningin Beatrix.
Na zijn ontslag vanwege zijn pensioengerechtigde leeftijd bij Koningin Beatrix als Militair Chef, werd hij door haar benoemd tot Kanselier der Huisorden, wat hij tot aan zijn dood in 1999 bekleed heeft.

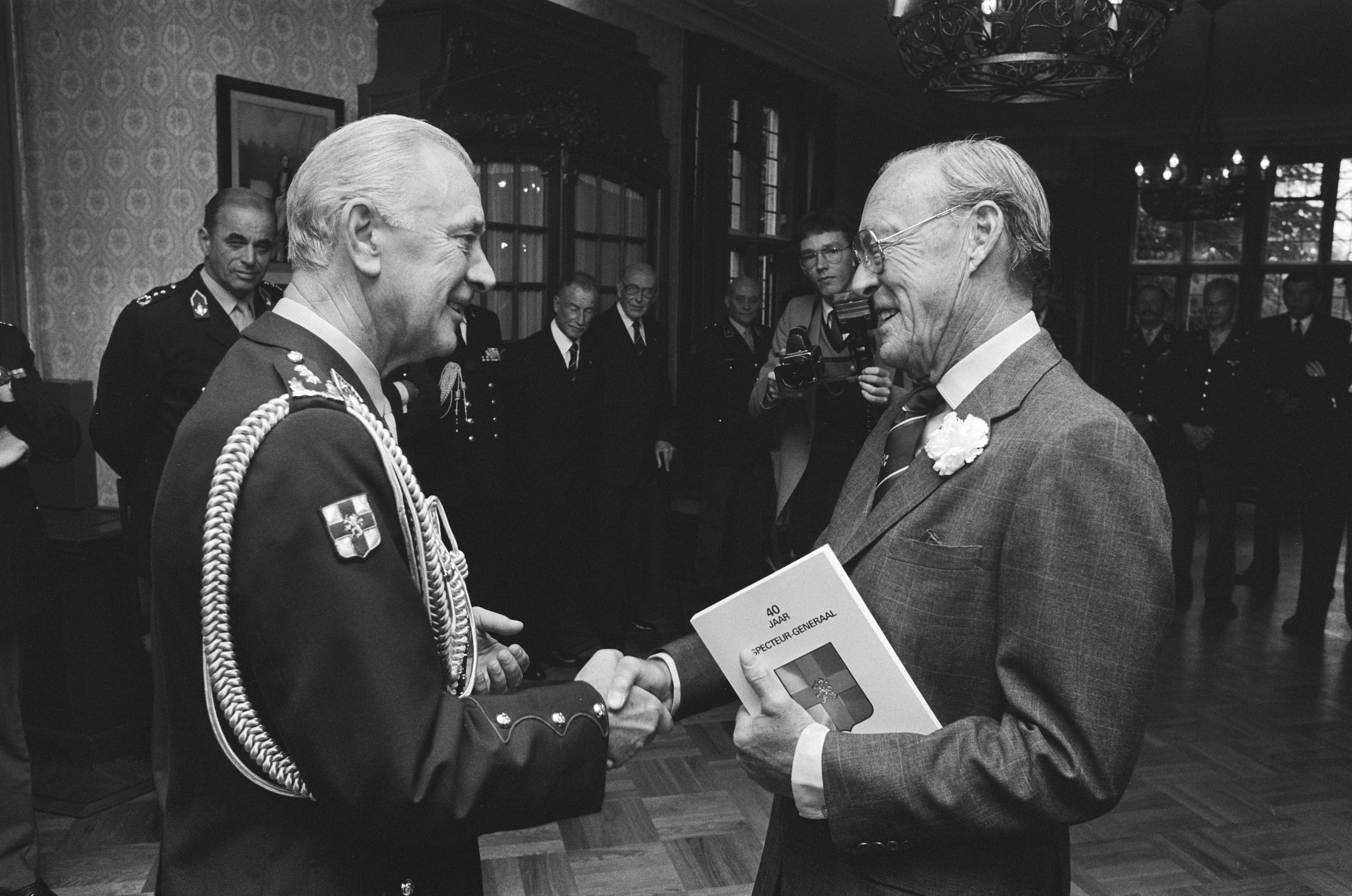
40 jarig jubileum Inspecteur-generaal der krijgsmacht met Prins Bernhard
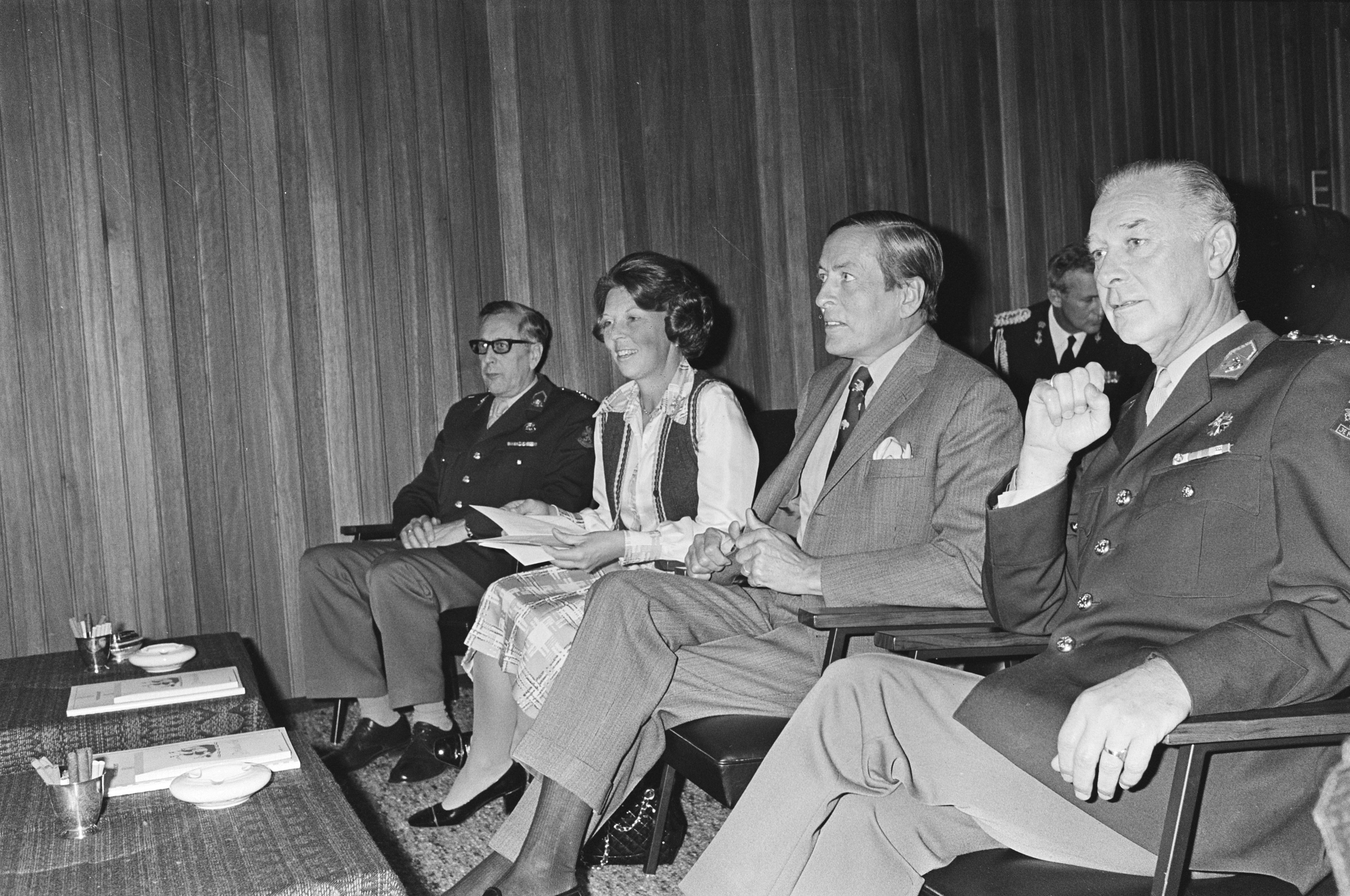
Prinses Beatrix en Prins Claus bij vergadering Legerraad van de Koninklijke Landmacht

## Onderscheidingen
- Ridder in de Orde van de Nederlandse Leeuw
- Officier in de Orde van Oranje-Nassau
- Verzetsherdenkingskruis[14]
- Kruis van Verdienste
- Onderscheidingsteken voor Langdurige Dienst als officier
- Herinneringsinsigne Binnenlandse Strijdkrachten 1944-1945